# Abington, Northamptonshire
Abington är en stadsdel i Northampton, i civil parish Northampton, i distriktet West Northamptonshire, i grevskapet Northamptonshire i England. Abington var en civil parish fram till 1913 när blev den en del av Northampton. Civil parish hade 2 485 invånare år 1931. Byn nämndes i Domedagsboken (Domesday Book) år 1086, och kallades då Abintone.